# Smardz parastożkowaty

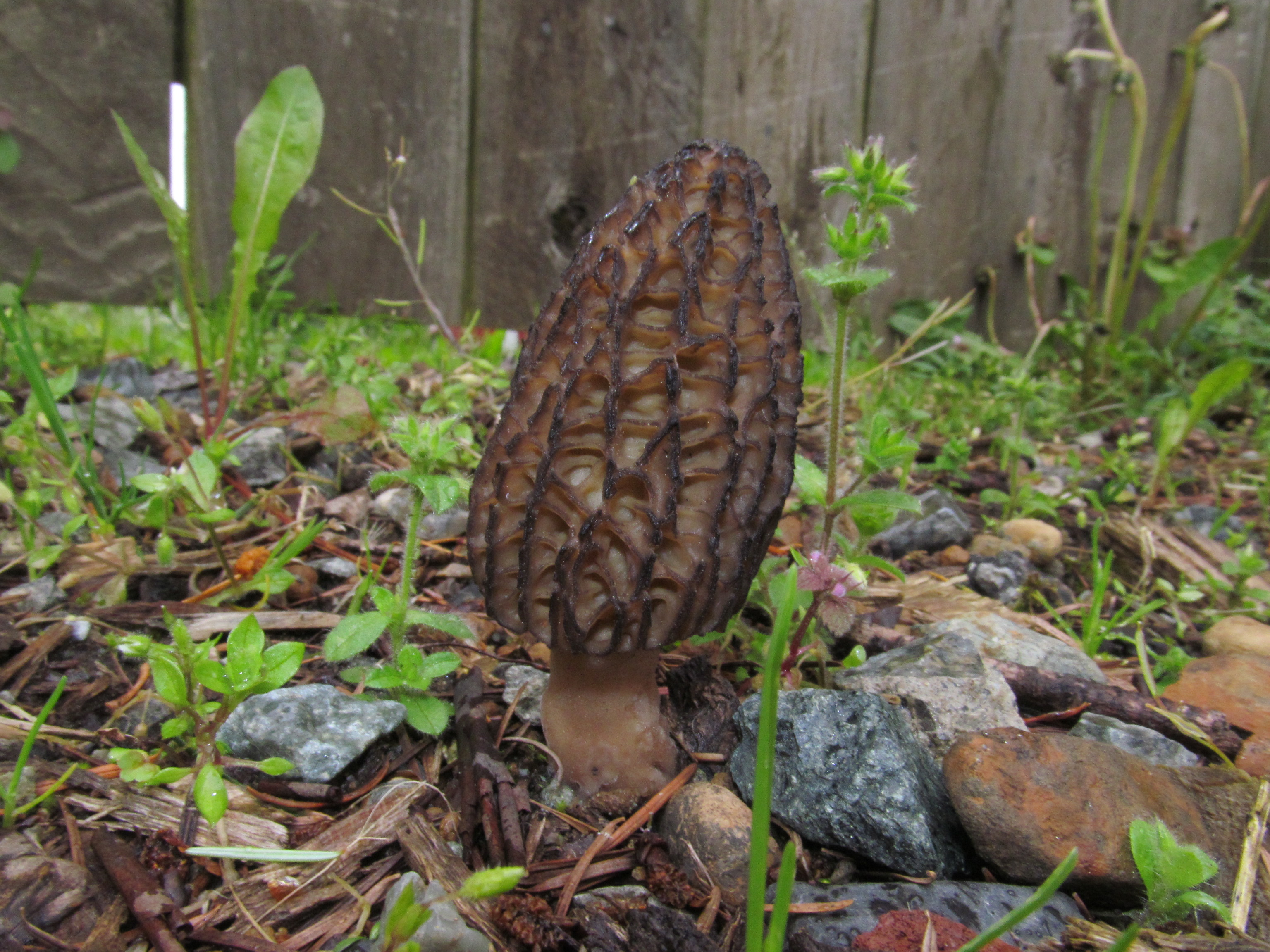
Morchella importuna często pojawia się w miejskich terenach takich jak ogrody i rabatki ze zrąbkami drewna.

Smardz parastożkowaty (Morchella importuna M.Kuo, O’Donnell & T.J.Volk) – gatunek grzybów należący do rodziny smardzowatych (Morchellaceae).

## Systematyka i nazewnictwo
Pozycja w klasyfikacji według Index Fungorum: Morchella, Morchellaceae, Pezizales, Pezizomycetidae, Pezizomycetes, Pezizomycotina, Ascomycota, Fungi.
Opisany w 2012, smardz parastożkowaty jest jednym z 14 nowych gatunków z Ameryki Północnej opisanych w ramach Morel Data Collection Project.
W publikacji z 2011 został opisany jako Mel-10, a w 2005 błędnie jako jeden gatunek wraz z Morchella angusticeps oraz gatunkiem później opisanym jako Morchella brunnea. Łaciński epitet importuna, czyli „natrętny”, odnosi się do tego, jak gatunek wywołuje „konsternację i niepokój wśród ogrodników i właścicieli domów, których terytorium padło ofiarą inwazji”.
Publikacja Richarda et al. twierdzi, że Morchella importuna to późniejszy synonim starego europejskiego gatunku, takiego jak Morchella elata, Morchella vaporaria lub Morchella hortensis.

## Morfologia
Główka
O kształcie stożkowatym, czasem jajecznym, u różnych okazów znacznie różni się rozmiarami. Wysokość 3–15 cm, średnica 2–9 cm. Powierzchnia żeberkowana, pomiędzy wysokimi i cienkimi pionowymi żebrami znajdują się alweole tworzące pionowe rzędy po 12-20 oddzielone niskimi listewkami. Żebrowania mają barwę od blado do ciemnoszarego, z wiekiem stają się ciemnoszarobrązowe do prawie czarnego, alweole od szarego do ciemnoszarego w okresie niedojrzałości, do szarobrązowego, szarawo-oliwkowego lub brązowawo-żółtego w okresie dojrzałości.
Trzon
3–10 cm wysokości i 2–6 szerokości, wewnątrz pusty, bardzo kruchy. Powierzchnia gładka, naga, u dojrzałych okazów karbowana, początkowo biaława, potem żółtawa lub ochrowa. Często jest nieco grubszy w pobliżu podstawy. Jego biaława do blado brązowawej powierzchnia jest gładka lub drobno mączna z białawymi granulkami.
Miąższ
Miąższ jest białawy do wodnistobrązowego, o grubości 1–3 mm w wydrążonym kapeluszu; w trzonie tkanka ta jest czasami ułożona w komory lub warstwy. Sterylna wewnętrzna powierzchnia kapelusza jest biaława i owłosiona (pokryta krótkim, miękkim „włosiem”)
Cechy mikroskopowe
Zarodniki cylindryczne, szkliste, gładkie, 18–24 × 10–13 µm.

## Występowanie i siedlisko
Morchella importuna to saprotrof, którego owocniki rosną w zrębkach drewna i kory, ogrodach, miejscach ognisk, donicach i miejscach zaburzeń antropogenicznych w miastach. Kuo sugeruje, że gatunek ten ma tendencje ku mykoryzie, kiedy rośnie wśród drzew. Ten smardz jest znany przede wszystkim z północnej Kalifornii i Wybrzeża Północno-Zachodniego, zanotowano go też w stanach Kolumbia Brytyjska (Kanada), Kalifornia, Waszyngton, Nevada, oraz Oregon były też odosobnione przypadki w rejonie Midwest i wschodniej Ameryce Północnej. Grzyb owocuje na wiosnę, od marca do maja. Zidentyfikowany jako filogenetyczny gatunek „Mel-10”, Morchella importuna znaleziono go też w Turcji i Chinach, ale nie wiadomo czy dyspersja do tak dalekich lokacji zdarzyła się naturalnie czy była to przypadkowa introdukcja poprzez ludzi. Występuje też w Polsce. Najbardziej aktualne stanowiska podaje internetowy atlas grzybów. Znajduje się w nim na liście gatunków zagrożonych i wartych objęcia ochroną.

## Zastosowanie
Jak inne smardze, po ugotowaniu jest doskonałym grzybem jadalnym.